# The Salings
The Salings är en civil parish i Braintree distrikt i Essex grevskap i England, 7 km från Braintree. Det inkluderar Bardfield Saling och Great Saling. Parish har 475 invånare (2011).